# No No Never

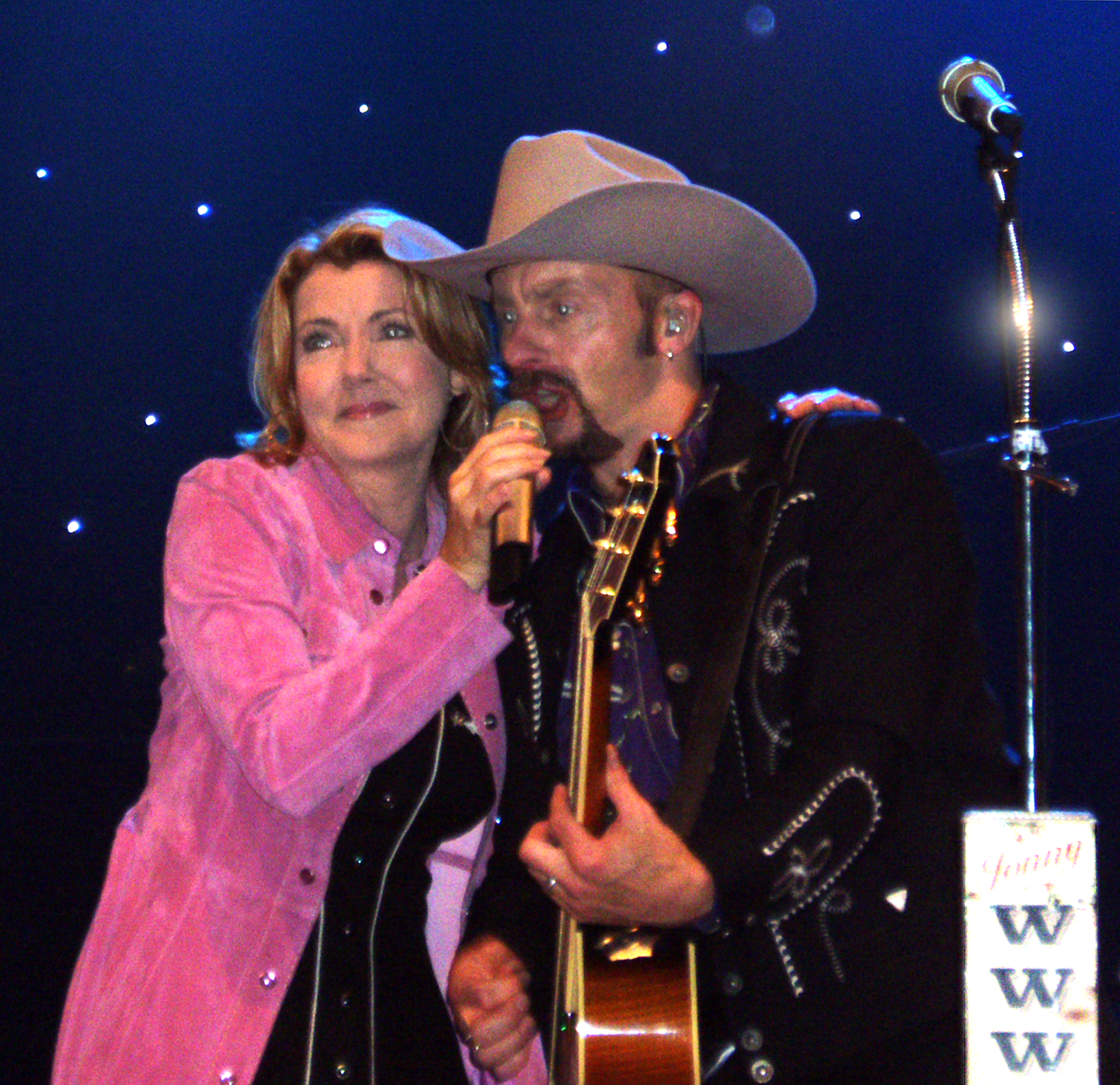
Jane Comerford und Jon Flemming Olsen bei einem Auftritt von Texas Lightning im September 2007

No No Never ist ein Country-Song der deutschen Gruppe Texas Lightning aus dem Jahr 2006. Mit dem Titel trat die Band im Rahmen des Eurovision Song Contest 2006 in Athen für Deutschland an. Der Song erhielt 36 Punkte und belegte gemeinsam mit Norwegen den 14. Platz. Mit einer Chartnotierung von 38 Wochen ist No No Never der bislang zweiterfolgreichste Eurovisionssong in Deutschland seit 1959.

## Hintergrundinformationen
Das Stück wurde von der Sängerin der Band, Jane Comerford, geschrieben. Bei der deutschen Vorentscheidung trat Texas Lightning gegen Thomas Anders und Vicky Leandros an und konnten die meisten Zuschauer für sich gewinnen. Im Lied wird die unerschütterliche Liebe zu einem Menschen besungen.

## Eurovision-Song-Contest 2006
Die recht ungewöhnliche Auswahl eines Country-Songs für den Wettbewerb und in Anspielung auf den Austragungsort Athen (englisch Athens) wurde vom BBC-Kommentator Terry Wogan die Frage gestellt: „Is this Athens, Georgia?“ („Sind wir in der Stadt Athens im US-Bundesstaat Georgia gelandet?“).
Punktevergabe für Deutschland:
| Punkte | Anzahl | Länder |
| ------ | ------ | --- |
| 12     | 0×     | |
| 10     | 0×     | |
| 8      | 0×     | |
| 7      | 1×     | Schweiz |
| 6      | 0×     | |
| 5      | 3×     | Großbritannien, Spanien, Albanien |
| 4      | 0×     | |
| 3      | 4×     | Dänemark, Lettland, Irland, Niederlande |
| 2      | 0×     | |
| 1      | 2×     | Belgien, Norwegen |
| 0      | 27×    | Slowenien, Rumänien, Andorra, Portugal, Schweden, Finnland, Ungarn, Serbien und Montenegro, Estland, Malta, Litauen, Zypern, Ukraine, Russland, Polen, Armenien, Frankreich, Belarus, Moldau, Bosnien und Herzegowina, Island, Monaco, Israel, Griechenland, Bulgarien, Mazedonien, Türkei |

## Rezeption

### Chartplatzierungen
| ChartsChartplatzierungen | Höchstplatzierung | Wochen |
| ------------------------ | ----------------- | ------ |
| Deutschland (GfK)        | 1 (38 Wo.)        | 38     |
| Österreich (Ö3)          | 4 (34 Wo.)        | 34     |
| Schweiz (IFPI)           | 6 (34 Wo.)        | 34     |

### Auszeichnungen für Musikverkäufe
In Deutschland wurde das Lied noch im Jahr 2006 mit einer Platin-Schallplatte für mehr als 300.000 Verkäufe ausgezeichnet.
| Land/Region        | Auszeichnungen für Musikverkäufe (Land/Region, Auszeichnung, Verkäufe) | Verkäufe |
| ------------------ | ---------------------------------------------------------------------- | -------- |
| Deutschland (BVMI) | Platin                                                                 | 300.000  |
| Insgesamt          | 1× Platin ·                                                            | 230.000  |